# Franz Moldenhauer

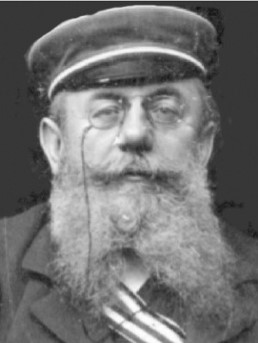
Franz Moldenhauer

Franz Emil Adolf Moldenhauer (* 24. März 1849 in Stettin; † 1. Juli 1917 in Köln) war ein deutscher Philologe, Historiker und Politiker.

## Leben
Franz Moldenhauer studierte zunächst an der Philosophischen Fakultät der Königlichen Universität zu Greifswald. 1867 wurde er im Corps Borussia Greifswald recipiert. Er wechselte an die Friedrich-Wilhelms-Universität zu Berlin und die Rheinische Friedrich-Wilhelms-Universität Bonn. Ab 1870 wurde er MC des Corps Rhenania Bonn, dessen Mitglied er 1887 wurde. Nach dem Studium schlug er die Lehrerlaufbahn ein. 1887 wurde er Gymnasiallehrer und 1894 Gymnasialprofessor in Köln. 1898 erhielt er den Rang der Räte IV. Klasse. Moldenhauer verfasste zahlreiche geschichtliche und studentenhistorische Schriften. So schrieb er 1895 und 1909 zwei Auflagen der Corpsgeschichte des Corps Rhenania Bonn. Für das Werk von Christian Wilhelm Allers Das Deutsche Corpsleben verfasste er den einleitenden Text. Beim Bonner SC-Kommers vom 6. Mai 1891 im Dreikaisersaal des Kölner Hofs hielt er die Rede an Kaiser Wilhelm II.
Als Liberaler war Moldenhauer Ehrenvorsitzender des Nationalliberalen Vereins in Köln und seit 1910 Erster Vorsitzender der Nationalliberalen Partei der Rheinprovinz.
Moldenauer heiratete am 27. Dezember 1875 in Bonn Elisabeth Antonia Morsbach. Einer seiner Söhne war der spätere Wirtschafts- und Finanzminister Paul Moldenhauer.
Moldenhauer wurde auf dem Kölner Melaten-Friedhof beerdigt. Die Grabstätte ist aufgelassen.

## Ehrungen
- Feldzugsmedaille 1870/71
- Landwehr-Verdienstauszeichnung 2. Klasse
- Jubiläumsmedaille, 1898
- Roter Adlerorden 4. Klasse, 1914
- Ehrenmitglied des Corps Rhenania Bonn[2]

## Schriften
- Ein reicher Staat – ein mächtiger Staat. 1884.
- Hilfsbuch für den Geschichtsunterricht in der Untersekunda. 1894.
- Geschichte des Höheren Schulwesens der Rheinprovinz unter preußischer Regierung. 1895.
- Das deutsche Corpsstudententum und seine Bedeutung. 1897.
- Corpsgeschichte der Rhenania zu Bonn, 2. Auflage. 1909.
- Das Bismarck-National-Denkmal auf der Elisenhöhe bei Bingerbrück-Bingen. Deutsche Corpszeitung 1913, S. 284.
- Georg Webers Lehr- und Handbuch der Weltgeschichte, Bd. 4, 1914, 22. Auflage (vollständig neu bearbeitet von Franz Moldenhauer)
- Die Bedeutung unserer Heimatgeschichte für Unterricht und Erziehung.
- Auswahl wichtiger Aktenstücke zur Geschichte des neunzehnten Jahrhunderts.
- Katalog der Lehrer-Bibliothek des Königlichen Friedrich-Wilhelm-Gymnasiums zu Köln.